# Johan Olin
Johan Fredrik "John" Olin (ur. 30 czerwca 1883, zm. 3 grudnia 1928) – zapaśnik reprezentujący Finlandię. Srebrny medalista olimpijski ze Sztokholmu 1912, w wadze ciężkiej.
Zajął piąte miejsce na mistrzostwach świata w 1911 roku.

## Letnie Igrzyska Olimpijskie 1912
| Konkurencja              | Rundy eliminacyjne  | Rundy eliminacyjne        | Rundy eliminacyjne  | Rundy eliminacyjne     | Rundy eliminacyjne   | Rundy eliminacyjne | Runda finałowa | Runda finałowa       | Klas. końcowa |
| Konkurencja              | Przeciwnik I        | Przeciwnik II             | Przeciwnik III      | Przeciwnik IV          | Przeciwnik V         | Przeciwnik VI      | Przeciwnik I   | Przeciwnik II        | Miejsce       |
| ------------------------ | ------------------- | ------------------------- | ------------------- | ---------------------- | -------------------- | ------------------ | -------------- | -------------------- | ------------- |
| +82,5 kg styl klasyczny. | Raoul Paoli (FRA) Z | Gustaf Lindstrand (SWE) Z | Jakob Neser (GER) Z | Kalle Viljamaa (FIN) P | Yrjö Saarela (FIN) Z | Wolny los Z        | Wolny los Z    | Yrjö Saarela (FIN) P | 2.            |